# Гьоц Брифс
Гьоц Брифс (на немски: Götz Briefs) е германски философ, социолог и икономист, работил дълго време и в Съединените щати.

## Биография
Роден е на 1 януари 1889 година в Ешвайлер в католическо семейство. Учи икономика в Мюнхенския, Бонския и Фрайбургския университет. Преподава във Фрайбургския (1919 – 1921, 1923 – 1926), Вюрцбургския университет (1921 – 1923) и във Висшето техническо училище (1926 – 1928) в Берлин, където след основава Институт за индустриална социология. Той е част от германските католически кръгове, оказали силно влияние върху възгледите по социални въпроси на папа Пий XI и участвали в разработването на енцикликата „Quadragesimo anno“. След идването на власт на националсоциалистите емигрира в Съединените щати, където преподава в Американския католически университет и Джорджтаунския университет.
Гьоц Брифс умира на 16 май 1974 година в Рим.